# Jugorsk
Jugorsk (anche traslitterata come Yugorsk) è una cittadina della Russia siberiana occidentale, situata nel Circondario Autonomo degli Chanty-Mansi 420 km ad occidente del capoluogo Chanty-Mansijsk.
Fondata nel 1962, ebbe status di città nel 1992.

## Società

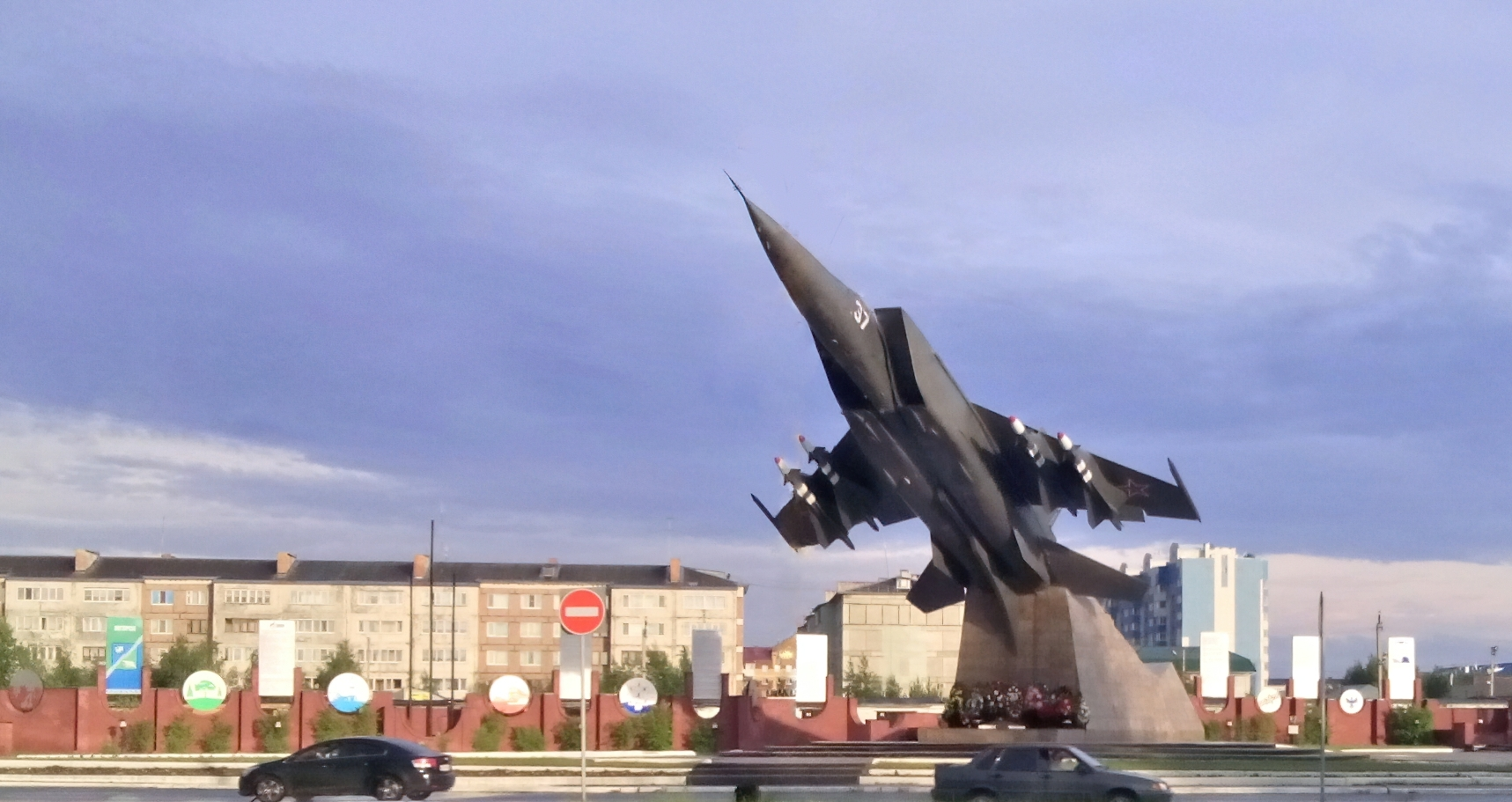
MiG-31

### Evoluzione demografica
Fonte: mojgorod.ru
- 1989: 24.900
- 2002: 30.285
- 2006: 31.500